# Arsenij Batahow
Arsenij Pawłowycz Batahow, ukr. Арсеній Павлович Батагов (ur. 5 marca 2002 we wsi Bereziwka w obwodzie charkowskim) – ukraiński piłkarz, grający na pozycji pomocnika.

## Kariera piłkarska

### Kariera klubowa
Wychowanek klubów Metalist Charków i FK Dnipro oraz Szkoły Sportowej w Lubotyniu, barwy których bronił w juniorskich mistrzostwach Ukrainy (DJuFL). 22 kwietnia 2018 roku zadebiutował w podstawowej jedenastce FK Dnipro w meczu z Metalistem 1925 Charków. Przed rozpoczęciem sezonu 2018/19 przeniósł się do SK Dnipro-1. Pod koniec maja 2019 roku podpisał z klubem nowy 3-letni kontrakt. 27 grudnia 2021 został wypożyczony do klubu Polissia Żytomierz. 1 lipca 2022 roku został piłkarzem Zorii Ługańsk.

### Kariera reprezentacyjna
W 2017 debiutował w juniorskiej reprezentacji Ukrainy U-17. W 2019 występował w reprezentacji U-19. Potem od 2020 bronił barw młodzieżówki.

## Sukcesy i odznaczenia

### Sukcesy klubowe
SK Dnipro-1
- mistrz Pierwszej ligi Ukrainy: 2018/19
- półfinalista Pucharu Ukrainy: 2018/19

### Sukcesy reprezentacyjne
Ukraina U-21
- brązowy medalista Mistrzostw Europy U-21: 2023